# Provitamin
Ett provitamin är en substans som kan omvandlas i kroppen till ett vitamin. Termen "previtamin" är en synonym. Till exempel är "provitamin B5" en beteckning för pantenol, som kan omvandlas till "vitamin B5" (pantotensyra) i kroppen.
Begreppet "provitamin" används när det är önskvärt att beteckna en substans med ingen eller liten vitaminfunktion, men som kan omvandlas till ett vitamin genom naturlig metabolism. Exempelvis är "provitamin A" ett namn på β-karoten, vilket bara utnyttjas en tolftedel så effektivt som retinol (vitamin A). β-karoten omvandlas i tarmen till retinol. Under andra omständigheter betraktas både β-karoten och retinol som olika typer av vitamin A.
Provitamin D2 är ergosterol och provitamin D3 är 7-dehydrokolesterol.